# Anti-Defamation League

Il logo dell'ADL

L'Anti-Defamation League (ADL, Lega Antidiffamazione), precedentemente nota come "Anti-Defamation League of B'nai B'rith", è un'organizzazione non governativa internazionale ebraica con sede negli Stati Uniti d'America.
Essa si definisce come "la principale agenzia nazionale relazionata ai diritti civili e ai diritti umani"; l'ADL afferma di "combattere l'antisemitismo e tutte le forme di pregiudizio, di difendere gli ideali democratici e di proteggere i diritti civili per tutti facendo informazione, producendo istruzione ed educazione, legislazione e patrocinio".
Fondata nell'ottobre del 1913 dall'ordine paramassonico di B'nai B'rith, organizzazione di assistenza e club di servizio ebraico statunitense, il suo scopo originario statuario fu quello di "fermare, per mezzo di appelli alla ragione e alla coscienza e, se necessario, rivolgendosi alla legge, la diffamazione nei confronti del popolo ebraico".
L'ADL, con il proprio quartier generale a New York, conta attualmente 29 succursali in tutto il territorio statunitense e 3 uffici in altri paesi. Abraham Foxman ne è stato direttore nazionale dal 1987; nel novembre del 2014 è stato annunciato che Jonathan Greenblatt lo avrebbe sostituito prendendone il posto a partire dal luglio del 2015. Segretario nazionale è Barry Curtiss-Lusher.
L'Anti-Defamation League è stata anche oggetto di critiche e polemiche per quanto riguarda le sue effettive priorità. Il filosofo Noam Chomsky l'accusa di "aver perduto del tutto il suo obiettivo sui diritti civili per essere diventata solo una sostenitrice della politica israeliana". L'ADL è stata altresì accusata di aver confuso le legittime critiche al governo d'Israele con l'antisemitismo. Il giornalista e saggista Mark Arax ha infine criticato l'organizzazione per il mancato riconoscimento del genocidio armeno.
Collabora per «combattere l'estremismo» con il Charles Koch Institute, l'Aspen Institute, il Fetzer Institute, il National Immigration Forum e l'Institute for Costitutional Advocacy and Protection dell'Università di Georgetown.

## Origini
Fondata nell'ottobre del 1913 da B'nai B'rith, con Sigmund Livingston come suo primo leader, la sua carta statuaria afferma che il suo "fine ultimo è quello di garantire la giustizia e un equo trattamento nei confronti di tutti i cittadini indistintamente e mettere fine una volta per tutte alla discriminazione e alla ridicolizzazione ingiusta e iniqua contro qualsiasi minoranza o gruppo di cittadini".
L'ADL venne fondata come risposta diretta agli attacchi rivolti contro gli ebrei; il caso concernente Leo Frank fu menzionato esplicitamente da Adolf Kraus quando ne annunciò la creazione.

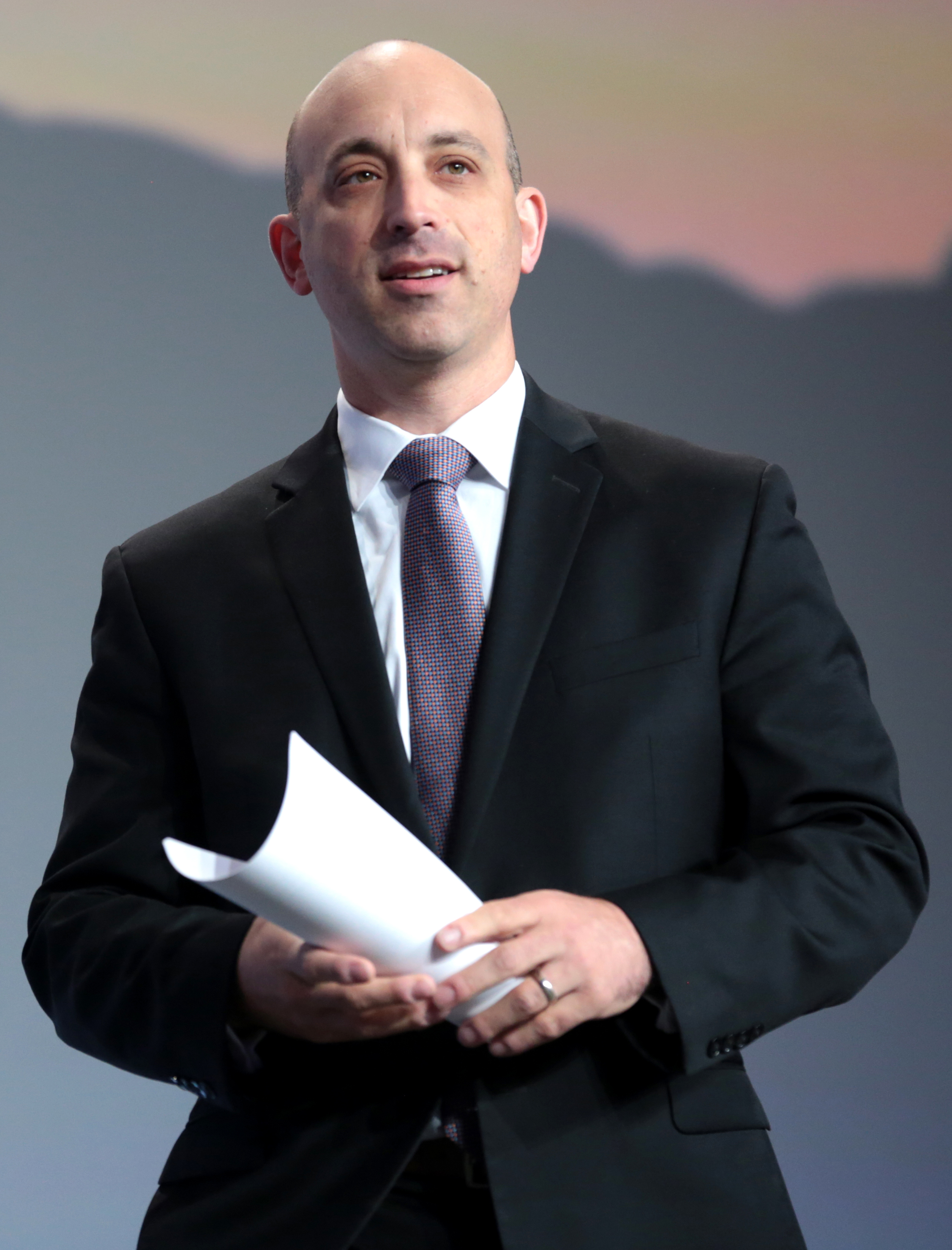
Jonathan Greenblatt, direttore generale e amministratore delegato dell'ADL dal 2014.

## Obiettivi
Lo scopo dichiarato dell'ADL è quello di combattere
Storicamente l'ADL si è opposta a gruppi e individui che si sono considerati antisemiti e/o razzisti, tra cui: il nazionalsocialismo, il Ku Klux Klan, Henry Ford, il reverendo Charles Coughlin (leader del "Fronte cristiano"), il movimento di identità cristiana, il German-American Bund, il neonazismo, la "Militia" statunitense (un movimento paramilitare americano) e agli Skin88, movimento suprematista del potere bianco (anche se l'ADL riconosce che ci sono anche skinheads non razzisti).
L'ADL pubblica rapporti su una varietà di paesi, riguardo a presunti incidenti, aggressioni e temi propagandistici dell'antisemitismo.
L'ADL sostiene che alcune forme di antisionismo e di critica nei confronti dello Stato d'Israele attraversano la linea di confine dell'antisemitismo. Lo statuto afferma che:
L'ADL assegna il suo "Courage to Care Award" (dal 1987) per onorare e ricordare degnamente tutti i soccorritori degli ebrei durante l'epoca dell'Olocausto.
Dal 2010 l'ADL ha pubblicato un elenco delle "dieci organizzazioni leader responsabili di calunniare Israele negli Stati Uniti", includendovi anche l'A.N.S.W.E.R., l'International Solidarity Movement e la "Jewish Voice for Peace" per la sua richiesta di Boicottaggio, disinvestimento e sanzioni (BDS).
Nell'ottobre del 2010 l'ADL ha condannato le osservazioni fatte da Ovadia Yosef sul fatto che il solo scopo dei non ebrei fosse quello di servire gli ebrei.
Quando è stato prodotto il film ispirato all'anti-mormonismo intitolato The God Makers Rhonda M. Abrams, direttore regionale del Pacifico Centrale (San Francisco) per l'ADL ha scritto una recensione critica, tra cui la seguente dichiarazione:

### Separazione tra Chiesa e Stato
Uno degli obiettivi principali dell'ADL è la libertà di religione per le persone di tutte le fedi. Nel contesto dell'istruzione pubblica l'ADL ha affermato che, poiché il creazionismo e il cosiddetto "disegno intelligente" sono credenze religiose e il governo vieta di appoggiare le credenze di una particolare religione, questi non dovrebbero essere insegnati durante le lezioni di scienza: "La Costituzione degli Stati Uniti d'America garantisce agli americani il diritto di credere alle teorie religiose della creazione (così come ad altre teorie) ma non consente che siano insegnate nelle classi di scienze della scuola pubblica".
Allo stesso modo l'ADL sostiene il precedente giuridico che è incostituzionale (vedi Controllo di legittimità costituzionale) per il governo di affiggere i "Dieci comandamenti" nei tribunali, nelle scuole e in tutti gli altri luoghi pubblici: "la vera libertà religiosa non significa libertà di imporre la religione di maggioranza su tutti i cittadini".
L'ADL ha anche condannato la scuola pubblica per aver fatto pubblicare la Bibbia secondo la volontà del "National Council on Bible Curriculum in Public Schools" (un'associazione del fondamentalismo cristiano) dicendo che ciò solleva "gravi problemi costituzionali" oltre a "promuovere l'accettazione di un'interpretazione della tradizione della fede biblica sopra tutte le altre". L'ADL si è infine opposta alla California Proposition 8 ed ha sostenuto invece il Matthew Shepard Act.

### Monitoraggio degli estremisti
L'ADL conserva su file e traccia le attività di vari gruppi e movimenti estremisti. Secondo il direttore Abe Foxman "la nostra missione è quella di controllare e scoprire coloro che sono anti-ebrei, razzisti, antidemocratici e soggetti propensi alla violenza e li monitoriamo principalmente leggendo pubblicazioni e partecipando a incontri pubblici... Poiché le organizzazioni estremiste sono inclini alla segretezza, talvolta l'ADL può giungere a conoscenza delle loro attività solo usando fonti nascoste... [che] funzionano in modo analogo a quello del giornalismo investigativo. Alcuni hanno svolto un grande servizio al popolo americano, ad esempio scoprendo l'esistenza di campi di addestramento paramilitare di estremisti di destra; questo senza alcun riconoscimento e con notevole rischio personale".
Una persona arrestata in relazione alla preparazione di attentati terroristici correlati al movimento suprematista di potere bianco nel 2002 aveva disegnato una vignetta di se stesso che faceva saltare in aria gli uffici di Boston dell'ADL.
L'ADL fa regolarmente uscire rapporti sulle attività inerenti all'antisemitismo negli Stati Uniti d'America, all'estrema sinistra ed all'estrema destra. Per esempio, nell'ambito del proprio sito web "Law Enforcement Agency Resource Network" (L.E.A.R.N.)", ha pubblicato informazioni relative al "Militia Movement" e una guida per i funzionari legislativi denominata "Officer Safety and Extremists". L'archivio "The Militia Watchdog" sull'estremismo presente negli Stati Uniti d'America (compresi i gruppi non specificamente citati come antisemiti) dal 1995 al 2000 è disponibile anche sul sito ufficiale.
Nel corso degli anni novanta alcuni dettagli sulle attività di monitoraggio dell'ADL sono diventati pubblici e controversi, incluso il fatto che l'ADL abbia raccolto informazioni su alcuni gruppi non estremisti. Nel 2013 J.M. Berger, un ex collega del gruppo di ricerca "Brookings Institution", ha scritto che i mezzi di comunicazione di massa dovrebbero essere più prudenti quando citano il Southern Poverty Law Center e l'ADL, sostenendo che essi non sono "fornitori oggettivi di dati".
Nel luglio del 2017 l'ADL ha annunciato che avrebbero sviluppato profili su 36 leader di Alt-right e "alt-lite".

#### Ruolo svolto nell'arresto dei potenziali assassini di Barack Obama
Nell'ottobre del 2008, l'ADL ha riferito di aver aiutato il Bureau of Alcohol, Tobacco, Firearms and Explosives (ATF) fornendo, su richiesta, informazioni su Daniel Cowart e Paul Schlesselman e i loro associati e contatti oltre che sui loro legami con la "Supreme White Alliance". Poco dopo i due uomini sono stati arrestati con l'accusa di tentato omicidio contro decine di afroamericani e di complotto per far assassinare l'allora neo-presidente degli Stati Uniti d'America Barack Obama durante una sua visita in Tennessee.

#### Simboli nazisti
Nel 2023, la Anti-Defamation League, attraverso un portavoce, si è pronunciata sull'uso di alcuni simboli nazisti, in particolare il totenkopf: è "impossibile trarre inferenze sul portatore del simbolo".

### Consapevolezza dell'Olocausto
L'ADL ritiene che sia importante ricordare l'Olocausto, al fine di evitare che un tale fatto si possa ripresentare. Oltre agli eventi di sponsorizzazione e alla lotta contro i revisionisti del negazionismo dell'Olocausto l'ADL è stato anche attivo a sollecitare azioni per fermare la pulizia etnica e il genocidio in luoghi come la Bosnia-Erzegovina, il Darfur ed il Sudan.
L'ADL ha parlato contro una campagna pubblicitaria da parte del People for the Ethical Treatment of Animals (PETA) a partire dal 2003 che ha equiparato il mangiare carne animale con l'Olocausto. Un comunicato stampa dell'ADL ha affermato che "lo sforzo di PETA nel cercare l'approvazione per la sua campagna Holocaust on Your Plate è oltraggioso, offensivo e porta Chutzpah a nuove altezze, anziché approfondire la nostra ribellione contro ciò che il nazionalsocialismo fece agli ebrei. Il progetto minerebbe la lotta per comprendere l'Olocausto e trovare modi per assicurarsi che tali catastrofi non si ripetano mai più".
Nel maggio del 2005 PETA si è scusato per la sua campagna, con la sua presidentessa Ingrid Newkirk la quale ha affermato che causare sofferenza "non è mai stata la nostra intenzione e pertanto siamo profondamente dispiaciuti".
L'ADL nazionale ha rilasciato una "dichiarazione sul genocidio armeno" il 21 agosto del 2007 in cui ha dichiarato che "le conseguenze di tali azioni erano veramente equivalenti al genocidio". Gli attivisti hanno ritenuto che la dichiarazione non fosse un riconoscimento pieno e inequivocabile del genocidio armeno, perché l'uso di "equivalente" come qualificazione è stato considerato inadatto e l'uso della parola "conseguenze" è stato visto come un tentativo di eludere la legislazione internazionale sulla definizione di genocidio evitando qualsiasi linguaggio che implica intenti, un aspetto invece reso cruciale nella definizione della Convenzione sul genocidio dell'ONU del 1948.
L'ADL ha convocato la sua riunione nazionale a New York all'inizio di novembre del 2007, quando è stata discussa la questione del genocidio armeno. Alla sua conclusione è stata rilasciata una dichiarazione stampa con la frase che "la commissione nazionale dell'ADL nella sua riunione annuale ha deciso di non intraprendere ulteriori azioni sul tema del genocidio armeno".

## Posizioni politiche
L'ADL sostiene lo stato ebraico e si è opposta in modo vigoroso alla risoluzione del 1978 dell'Organizzazione delle Nazioni Unite (revocata nel 1991) che ha equiparato il sionismo al razzismo e al tentativo di rilanciare tale formulazione alla Conferenza mondiale contro il razzismo svoltasi a Durban nel 2001. L'ADL ha anche espresso preoccupazione per le proposte legislative israeliane che soffocano la libertà di espressione e minano la natura democratica stessa del paese.
Il 23 settembre del 2003, in occasione della "Tribute to Italy Dinner" l'ADL ha premiato il Presidente del Consiglio dei ministri della Repubblica Italiana Silvio Berlusconi, un onore "conferito ai leader mondiali che si impegnano a promuovere il raggiungimento della pace regionale e mondiale e che sviluppano un impegno speciale nel promuovere i diritti umani e i diritti civili". Berlusconi era anche molto ben conosciuto per la sua spiccata posizione filo-israeliana.
L'ADL si è dichiarata contraria alla pratica denigratoria e persecutoria del "Red-baiting" e il maccartismo.
Nel 2006 l'ADL ha condannato i senatori del Partito Repubblicano statunitense per aver tentato di proibire il matrimonio tra persone dello stesso sesso con un emendamento federale (il "Federal Marriage Amendment") e ha lodato la sua caduta, denominandolo un palese tentativo di discriminazione. Lo stesso anno l'ADL avvertì che il dibattito sull'immigrazione illegale stava favorendo esponenti del neonazismo e dell'antisemitismo nei ranghi dell'organizzazione "Minuteman Project".
Nel 1974 i leader nazionali dell'ADL Arnold Forster e Benjamin R. Epstein hanno pubblicato un libro intitolato The New Anti-Semitism, sostenendo che un nuovo tipo di antisemitismo è in fase di crescita. Nel 1982 il leader nazionale dell'ADL Nathan Perlmutter e sua moglie, Ruth Ann Perlmutter, hanno pubblicato un libro intitolato The Real Anti-Semitism in America. Nel 2003 il direttore nazionale dell'ADL Abraham Foxman ha pubblicato Never Again? The Threat of the New Anti-Semitism, dove a pagina 4 afferma: "al momento ci troviamo davanti ad una grande minaccia per la sicurezza e la salvezza del popolo ebraico, come quella che abbiamo affrontato negli anni trenta, se non una più grande".
Nel 2010, durante un'audizione per la "Florida House Bill 11" (Crimini contro le persone senza casa), che doveva rivedere l'elenco dei reati giudicati crimini d'odio in Florida aggiungendovi anche lo status personale di senzatetto, l'ADL si è schierata contro il disegno di legge (il quale è successivamente passato con un voto di 80-28 ed è stato inviato al Senato statale) assumendo la posizione che l'aggiunta di altre categorie all'elenco non avrebbe fatto altro che diluire l'efficacia della legge, che include già la razza, la religione, l'orientamento sessuale, la disabilità e l'età.
L'ADL ha supportato il "Comprehensive Immigration Reform Act of 2007" e il "DREAM Act" i quali concederanno la residenza permanente condizionale a certi stranieri illegali di buon carattere morale che si laureano presso le scuole americane, che sono giunti negli Stati Uniti come minori e che hanno vissuto nel paese continuamente per almeno cinque anni prima dell'emanazione della proposta legislativa.

## Relazioni con le altre religioni e gruppi etnici

### Relazioni con gli arabi e i musulmani
Il 18 giugno del 2004 l'ADL ha rilasciato un comunicato, nei riguardi dell'"Unione degli studenti musulmani" dell'Università della California, Irvine (UCI); il gruppo studentesco aveva difatti invitato degli oratori al campus che hanno reso pubbliche dichiarazioni di sostegno per Hamas, avevano sostenuto gli attacchi suicidi e parlato a favore della distruzione di Israele. Per la festa di laurea i membri hanno scelto di indossare le stole di colore verde (il colore tradizionale dell'Islam) in rapporto alla Shahādah, la dichiarazione islamica di fede.
Il comunicato stampa della ADL ha spiegato che la "Shahādah" è una dichiarazione di fede che è stata strettamente identificata con i terroristi palestinesi ed ha affermato che gli attentatori suicidi collegati al gruppo palestinese di Hamas indossano bracciali verdi e fasce iscritte con la "Shahādah" come simbolo del loro movimento, dichiarando: "siamo turbati per il fatto che i membri dell'Unione degli studenti musulmani dell'UCI abbiano scelto di mostrare un simbolismo che è strettamente identificato con i gruppi terroristici palestinesi e che può essere particolarmente offensivo per gli studenti ebrei".
L'ADL si è opposta pubblicamente alle organizzazioni anti-islamiche come "Stop Islamization of America" (SIOA) e Stop Islamisation Of Europe (SIOE) e agli attivisti come Pamela Geller e David Yerushalmi descrivendoli come "bigotti anti-musulmani".

### Relazioni con gli afroamericani
Nel 1997 il "National Center for Black-Jewish Relations" dell'Università Dillard, una delle università storicamente afroamericane di New Orleans ha assegnato al direttore dell'Adl Abraham Foxman il primo annuale "Martin Luther King, Jr. – Donald R. Mintz Freedom and Justice Award".
Nel 2004 l'ADL è diventato il principale partner del "Peace and Diversity Academy", una nuova scuola pubblica d'istruzione secondaria di New York, con studenti prevalentemente neri e ispanici.
Nella celebrazione del Mese della storia dei neri l'ADL ha creato e distribuito piani di lezione agli insegnanti di scuola media e superiore sulla figura di Shirley Chisholm (1924-2005), la prima donna nera eletta al Congresso degli Stati Uniti nonché importante leader del movimento per i diritti civili degli afroamericani.
L'ADL ha anche pubblicamente imputato alcuni afroamericani di essere collusi con l'antisemitismo.
L'ADL ha catalogato una storia trentennale del leader della Nation of Islam Louis Farrakhan nella sua crescita retorica antisemita, a partire dalle affermazioni che alcuni ebrei non sono "veri ebrei" e che invece sono "inganni malvagi del popolo americano", che "hanno succhiato il sangue agli americani e che i potenti ebrei promuovono l'omosessualità e controllano la leadership nera.
Farrakhan ha attirato per la prima volta l'attenzione dell'ADL con i commenti espressi in un'emittente radiotelevisiva l'11 marzo del 1984 dicendo che "Adolf Hitler era un uomo veramente molto grande". Farrakhan insiste sul fatto di utilizzare la parola "grande" nel senso di "grande depressione" o "grande squalo bianco". Il 24 giugno seguente ha descritto lo stato ebraico come "strutturato su ingiustizia, furto, bugia e inganno e che usa il nome di Dio per proteggere la sua sporca religione sotto il suo nome santo e giusto".
L'ADL ha esortato vari gruppi come la National Association for the Advancement of Colored People (NAACP), il cui capo Benjamin Chavis ha sviluppato un rapporto di lavoro con Farrakhan nel 1994, a dissociarsi dai suoi punti di vista.
Nel 1984 The Boston Globe ha riferito che il direttore nazionale dell'ADL, Nathan Perlmutter dell'Università di Stanford, ha affermato che il reverendo Jesse Jackson era antisemita, dopo che Jackson aveva fatto riferimento alla città di New York come "Hymietown" (Hymie è un dispregiativo per "ebreo"). Tuttavia si è poi riconciliata con Jackson e ha lavorato con lui sulla questione della comunità ebraica iraniana.
Il regista Spike Lee è stato criticato per la sua rappresentazione dei proprietari di nightclub ebraici Moe e Josh Flatbush nel suo film Mo' Better Blues del 1990. L'ADL ha affermato che le caratterizzazioni dei proprietari di locali notturni "lasciano trasparire un'antica e pericolosa forma di stereotipo antisemita" e che è rimasta "delusa dal fatto che Spike Lee - il cui successo è in gran parte dovuto ai suoi sforzi per rompere gli stereotipi e i pregiudizi razziali - ha impiegato le stesse tattiche che si suppone egli deplori".
Le caratterizzazioni fatte nel film hanno fatto arrabbiare anche il B'nai B'rith e altre organizzazioni ebraiche, il che ha costretto Lee a scusarsi attraverso un articolo nel New York Magazine.
Durante il ciclo elettorale del 2002 l'ADL, in una lettera rivolta al The New York Times, ha duramente criticato il membro del Congressional Black Caucus Cynthia McKinney della Georgia per aver lanciato attacchi percepiti come razziali contro il suo avversario ebraico. In un articolo datato 19 agosto del 2002 del direttore dell'ADL Abraham Foxman rilasciato al New York Times viene dichiarato che "ha senso che gli ebrei americani vogliano contribuire agli sforzi per sostituire la signora McKinney".
Nel febbraio del 2005 Foxman ha definito ipocrita il produttore musicale hip hop Russell Simmons per aver condotto una campagna pubblicitaria contro l'antisemitismo, mentre, secondo il punto di vista di Foxman, al contempo difende o scusa le dichiarazioni antisemite di Farrakhan. Più tardi l'ADL ha esortato i principali leader neri, tra cui Simmons, di riconsiderare il loro sostegno a Farrakhan e a Malik Zulu Shabazz e gli organizzatori di "Millions More Movement" ad "alzarsi" contro l'antisemitismo nero.
Simmons, rispondendo al direttore dell'ADL, ha dichiarato: "semplicemente, sei fuorviato, arrogante e molto irrispettoso nei confronti degli afroamericani e, soprattutto, le tue dichiarazioni verranno intenzionalmente o non intenzionalmente percepite in direzione di un'impressione negativa nei riguardi degli ebrei nella mente di milioni di afroamericani". Foxman ha risposto: "se vi fosse stato un evento ebraico guidato da un razzista, mi aspetterei che i leader neri mi dicessero che l'ADL non avrebbe avuto nulla a che fare con esso, piuttosto che condannarla per la sua azione".

### Dialogo interreligioso
L'ufficio regionale ADL del New England ha anche istituito un'iniziativa basata sulla fede denominata "The Interfaith Youth Leadership Program", meglio conosciuto come "Camp If" o "Camp Interfaith". Incorporando gli adolescenti delle religioni cristiane, ebraiche e islamiche il Camp porta i ragazzi per una settimana di condivisione in un campo dove si legano e conoscono le culture degli altri. Il campo è emerso come un nuovo tentativo di promuovere buone relazioni tra i membri più giovani delle religioni abramitiche.

## Controversie

### Controversie sulla raccolta di dossier
A partire dagli anni trenta l'ADL sta raccogliendo informazioni e pubblicando rapporti su qualunque cosa identifica come antisemitismo, razzismo e pregiudizio oltre che su individui e gruppi anti-ebrei, anti-israeliani, razzisti, antidemocratici, violenti e estremisti; di conseguenza l'organizzazione ha accumulato quello che una volta ha definito come un "ben noto archivio di informazioni accurate, dettagliate e inattaccabili sulle persone e le organizzazioni estremiste". Nel corso dei decenni l'ADL ha raccolto migliaia di file.
Durante gli anni trenta l'ADL, insieme all'"American Jewish Committee", ha coordinato i gruppi ebraici americani in tutto il paese nel monitorare le attività del German-American Bund e dei suoi affiliati filo-nazisti nativi statunitensi; in molti casi queste organizzazioni di difesa hanno pagato informatori per infiltrarsi in questi gruppi e riportare ciò che avessero scoperto. La più duratura ed efficace di queste organizzazioni di resistenza ebraica è stato il "Los Angeles Jewish Community Committee" (LAJCC), che è stato sostenuto finanziariamente dai leader ebrei dell'industria cinematografica di Hollywood. Le operazioni quotidiane vennero supervisionate dall'avvocato Leon Lewis.
Dal 1934 al 1941 il LAJCC ha mantenuto la sua sorveglianza sotto copertura del "Bund", della Legione d'argento d'America e di decine di altri gruppi nazisti che operavano a Los Angeles. Lavorando con l'ADL Leon Lewis e il LAJCC hanno svolto un ruolo strategico nella consulenza dell'indagine McCormack-Dickstein sulle attività propagandistiche naziste negli Stati Uniti (1934) e sull'indagine della Commissione per le attività antiamericane (1938-1940). Nella loro relazione finale al Congresso degli Stati Uniti d'America entrambi i Comitati hanno scoperto che l'improvviso aumento dell'antisemitismo politico nel corso del decennio era dovuto in parte al sostegno attivo da parte della Germania nazista a questi gruppi nazionalisti.
Una delle sue fonti per gli anni ottanta e novanta è stato Roy Bullock, un privato che si occupa di raccolta di informazioni per il regime del Sudafrica (questo secondo La Israel lobby e la politica estera americana). Ha raccolto rapporti informativi su 10-12.000 individui e 600 organizzazioni e li ha forniti all'ADL come imprenditore indipendente a pagamento per oltre 32 anni. Bullock scrisse spesso lettere a vari gruppi e inviò copie delle loro risposte all'ADL, tagliò articoli da giornali e riviste e conservò dossier sul suo computer.
Ha anche utilizzato metodi meno ortodossi e, probabilmente, illegali, come la perquisizione della spazzatura e l'intercettazione telefonica della "White Aryan Resistance" con lo scopo di rinvenire prove dei crimini d'odio. Alcune delle informazioni che ha ottenuto e poi passate all'ADL sono state fornite da documenti riservati (inclusi i fascicoli di intelligence su diversi gruppi nazisti e registrazioni sulla patente di guida e altre informazioni personali su quasi 1.400 persone) che gli sono stati dati da un agente di polizia di San Francisco e dall'ex agente della CIA Tom Gerard.
L'8 aprile del 1993 la polizia ha sequestrato il computer di Bullock e ha fatto incursione negli uffici ADL a San Francisco ed a Los Angeles. La ricerca ha rivelato che Bullock aveva messo insieme fascicoli informativi su 9.876 individui e più di 950 gruppi di tutto lo spettro politico. Molti dei brani di Bullock riguardavano gruppi che non rientravano nella definizione di estremisti. Oltre ai dossier sul Ku Klux Klan, sulla "White Aryan Resistance", sullo Jihādismo e la Lega di Difesa Ebraica sono stati rinvenuti dati sul National Association for the Advancement of Colored People, sul Congresso Nazionale Africano, sull'American Civil Liberties Union, sull'United Automobile Workers, sull'ACT UP, sulla rivista Mother Jones, sull'ITAR-TASS, su Greenpeace, sugli Ebrei per Gesù e sul "National Lawyers Guild". C'erano anche dossier su politici, tra cui la democratica Nancy Pelosi, l'ex repubblicano Pete McCloskey e sull'attivista Lyndon LaRouche.
Bullock ha detto agli investigatori che molti di questi erano suoi dossier privati, non le informazioni che stava passando all'ADL. Un avvocato ha dichiarato che "non sapevamo nulla della grande quantità di fascicoli, quelli non sono i dossier di ADL... questo è un lavoro personale di Bullock". Per quanto riguarda i propri archivi l'ADL ha affermato il possesso di un dossier su un gruppo non significava che l'ADL si opponesse al gruppo. L'avvocato distrettuale accusò allora l'ADL di condurre una "rete di spionaggio" nazionale, ma abbandonò tutte le accuse pochi mesi dopo giudicandola esser stata fatta a fin di bene. L'ADL ha poi offerto all'ufficio dell'avvocato distrettuale una somma di 75.000 dollari per combattere l'intolleranza, debitamente accolta.
Nelle settimane successive alle perquisizioni dodici gruppi per i diritti civili guidati dall'American-Arab Anti-Discrimination Committee e dalla "National Lawyers Guild," hanno presentato una causa civile che chiede all'ADL di pubblicare le informazioni ottenute con metodi di sorveglianza e di concludere le sue indagini, oltre a pagare i danni relativi. La causa ha alimentato la speculazione sul fatto che l'organizzazione stesse intraprendendo una campagna segreta per reprimere il dissenso politico.
L'avvocato del querelante, ex membro della Camera dei rappresentanti McCloskey, ha affermato che le informazioni raccolte dall'ADL costituivano una violazione della privacy. L'ADL, pur allontanandosi da Bullock, ha ribadito che ha il diritto, come qualsiasi altro ricercatore o giornalista, a indagare su organizzazioni e individui. Richard Cohen, legale del Southern Poverty Law Center di Montgomery (Alabama), ha affermato che, proprio come i giornalisti, anche i ricercatori dell'ADL "raccolgono comunque informazioni" e le accolgono con favore da fonti confidenziali, concludendo che "probabilmente si affidano alle loro fonti per disegnare la linea di confine" su quanto può essere legalmente divulgato. Bullock ha ammesso di aver acceduto nello zelo e che alcuni dei modi in cui ha raccolto i dati potrebbero essere stati illegali.
La causa è stata risolta in tribunale nel 1999. L'ADL ha accettato di pagare 175.000 dollari per le spese giudiziarie dei gruppi, due dei quali ebraici, che l'hanno citata in giudizio, promettendo che non avrebbe cercato informazioni provenienti da fonti per le quali sapeva di non poter legalmente rivelare i contenuti, consentendo di eliminare i dati sensibili come i documenti criminali o i Social Security number dai suoi file e ha speso 25.000 dollari per instaurare ulteriori rapporti tra le comunità di ebrei americani, arabi americani e afroamericani.
Quando il caso è stato risolto Hussein Ibish, direttore delle comunicazioni per l'"American-Arab Anti-Discrimination Committee" (ADC), ha affermato che l'ADL aveva raccolto dati "sistematicamente in un programma il cui intento era di minare i diritti civili e le organizzazioni arabo-americane". Il direttore nazionale dell'ADL Abraham Foxman ha bollato le dichiarazioni dell'ADC essere "assolutamente false", dicendo che "se fosse vero, avrebbero vinto il loro caso" e notando che nessun tribunale ha trovato l'ADL colpevole di alcuna ingiustizia. L'ADL ha rilasciato una dichiarazione secondo cui l'accordo "riconosce esplicitamente il diritto di ADL di raccogliere informazioni in qualsiasi modo legale e costituzionalmente protetto, ciò che abbiamo sempre fatto e continueremo a fare".
John Mearsheimer e Stephen Walt hanno affermato che l'organizzazione, piuttosto che difendere gli ebrei dal fanatismo, si rivolge verso gli individui critici di Israele o contrari al suo sostegno da parte del governo.

## Risorse economiche
Con un budget annuale di più di 50 milioni di dollari USA l'ADL ha 29 uffici negli Stati Uniti e tre in altri paesi.